# Palacio del Arzobispo (Nicosia)

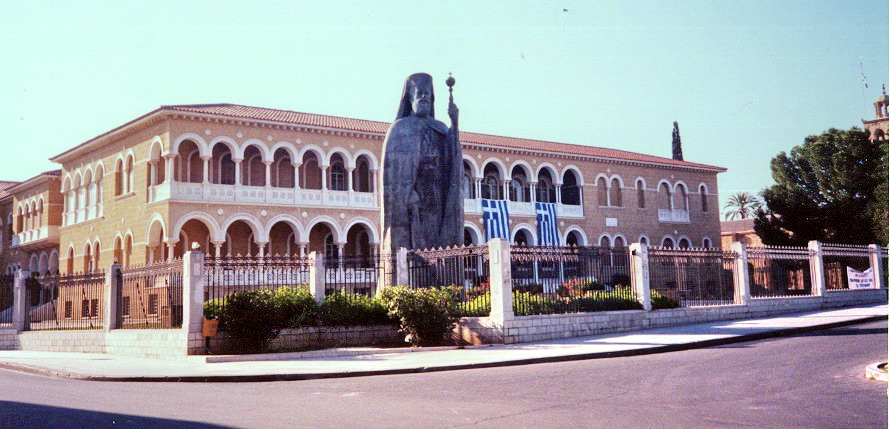
Palacio del Arzobispo antes del año 2008 (con el monumento de Makarios)

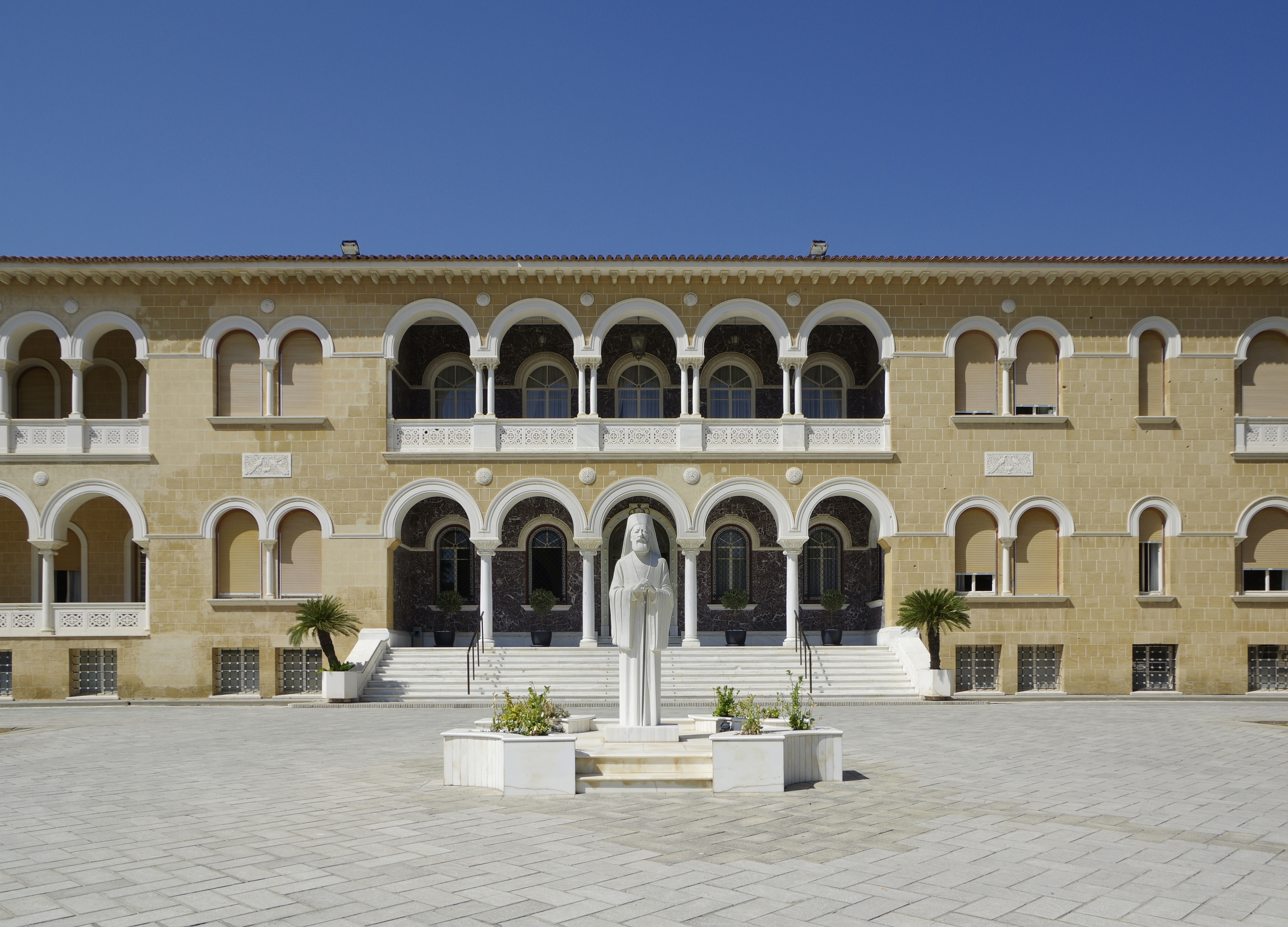
Palacio del Arzobispo en la ciudad antigua de Nicosia

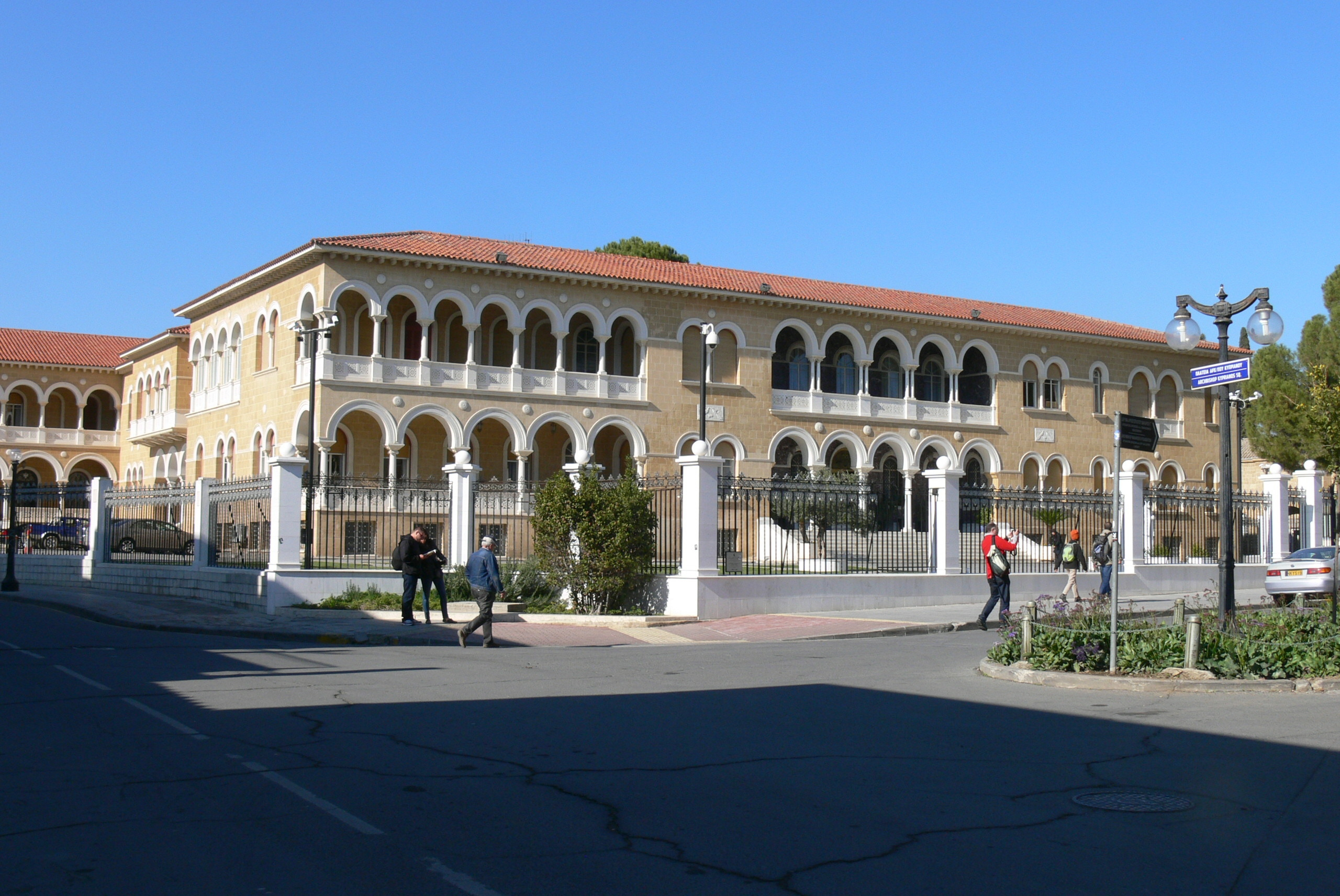
Palacio del Arzobispo año 2011 (sin el monumento de Makarios)

El Palacio de Arzobispo (griego: Αρχιεπισκοπικό Μέγαρο; turco: Başpiskoposluk Sarayı), también conocido como el Nuevo Palacio del Arzobispo, es la residencia oficial del arzobispo de Chipre, cabeza de la Iglesia Ortodoxa Chipriota.

## Descripción
El Palacio, ubicado en el centro de la ciudad amurallada de Nicosia, fue edificado entre 1956 y 1960 próximo al Antiguo Palacio del Arzobispo (construido en dos pisos en el sigo XVII, hoy alberga la Museo de Arte Popular y el Museo de la Lucha Nacional). Su estilo arquitectónico es neobizantino, fue construido hecho construir por el arzobispo Makarios III. Alberga el Museo Bizantino y la Biblioteca del Arzobispado.
Su plano general fue diseñado por George Nomikos en Atenas, mientras que Nicholas S. Roussos y John Pericleous de Limassol fueron los responsables del trabajo arquitectónico.
El palacio fue severamente dañado con motivo del golpe de Estado del 15 de julio de 1975 contra el gobierno de Makarios.
Hasta el año 2008 había en una esquina del predio, una escultura de bronce de Makarios parado que fue trasladada junto a su tumba próxima al Monasterio de Kikkos. Fue esculpida por Nikolas Kotziamannis, pesa 13 toneladas y tiene 9 m de alto.
Aunque el Palacio del Arzobispo no está abierto al público, el Museo Bizantino, la Biblioteca del Arzobispado, el Museo de Arte Popular y el Museo de la Lucha Nacional, ubicados en su terreno, sí lo están.

## Material multimedia
Palacio del Arzobispo, Nicosia.

## Lectura complementaria
- Iglesia ortodoxa chipriota